# Équipe de Turquie de rugby à XIII
L'équipe de Turquie de rugby à XIII est l'équipe qui représente la Turquie dans les compétitions internationales de rugby à XIII. Elle regroupe les meilleurs joueurs turcs, ou d'origine turque.

## Histoire
L'introduction du rugby à XIII en Turquie débute, en 2016, avec la création de la Turkish Rugby League Association (TRLA). La première session de recrutement date du mois d'octobre la même année, avec des sessions d'entrainement qui réunissent aussi bien des joueurs que des joueuses. Cette année étant extrêmement productive pour la jeune fédération turque puisque en décembre de la même année, elle lance un championnat de cinq équipes.
Mais ce développement ne fut pas sans difficultés, dans la mesure où la fédération quinziste menaça les joueurs qui rejoindraient la fédération treiziste d'exclusion.
Avant de faire ses premières armes en disputant son premier test-match, la sélection turque se distingue lors du Balkan 9's (tournoi de rugby à IX disputé entre équipes des Balkans)  en battant l'équipe organisatrice, la Serbie, sur le score de 14 à 10. Dans une sorte de tournoi des cinq nations, elle bat aussi  la Bosnie-Herzégovine (16-00), l'Albanie (28-04).
L'entrée officiel dans le rugby à XIII international se fait tardivement, en aout 2018 avec le premier test-match disputé, avec une défaite à Istanbul contre l'équipe de Serbie des moins de 21 ans sur le score de 26 à 4, le premier essai de l'histoire turque étant marqué par Selim Agirbas.

## Le championnat des nations émergentes de 2018
L'équipe de Turquie est versée dans la poule C de la troisième édition du championnat des nations émergentes de 2018, à la suite du tirage au sort organisé par la RLIF.
Cette poule ne permet pas d’accéder aux demi-finales de la Coupe mais à un tournoi secondaire le Trophy qui permet d’accéder de la 5e à la 7e place.
L'équipe de Turquie rencontre les Îles Salomon le 1er octobre et le Japon le 4 octobre 2018, deux nations qu'elle bat très facilement. Elle finit septième du tournoi après avoir été battue par les Philippines en demi-finale du « Trophy »  et en gagnant face au Vanuatu.

## Personnalités et joueurs emblématiques
Comme cela arrive souvent dans le rugby à XIII, ce sont des heritage players (joueurs d'origine turque jouant à l'étranger) qui s'illustrent dans le sport.
On compte ainsi Jansin Turgut (qui joue avant à Salford) et Aidan Sezer, demi de mêlée, dans le club des Canberra raiders, en 2018.
En 2018, le demi de mêlée de vingt-cinq ans Doruk Celiktutan, s'illustre lors du Championnat du monde de rugby à XIII des nations émergentes 2018, notamment lors du premier match de l'équipe contre le Japon, match que les turcs remportent sur le score lourd de 60 à 0.

## Équipe féminine de Turquie
En 2019, une équipe féminine est créée. Elle dispute ses premiers test-matchs dont un test-match face à l'Italie le 18 mai 2019 (victoire 12-4) et face à la France au mois d'octobre 2019 (défaite 4-54).